# 边耳乡
边耳乡，是中华人民共和国四川省甘孜藏族自治州丹巴县曾经下辖的一个乡。2019年12月，撤销丹东乡、边耳乡，设立丹东镇。

## 行政区划
边耳乡撤销前下辖以下地区：
边耳村、二马村、二瓦槽村、党岭村、牙科村、日卡村、各尔沟村、牧业村和磨子沟村。